# Giuseppe Grezar
Giuseppe Grezar (Trieste, 25 novembre 1918 – Superga, 4 maggio 1949) è stato un calciatore italiano, di ruolo mediano. Morì con tutto il resto della squadra del Grande Torino nella tragedia di Superga.

## Caratteristiche tecniche
Centrocampista, era dotato di una notevole abilità tecnica; inoltre, era ambidestro. Il suo ruolo era quello di mediano destro. Si faceva notare per il modo in cui lavorava attentamente in copertura e per come sapeva uscire con prontezza e grande destrezza dalla pressione degli avversari in fase di impostazione e appoggio. Per la prontezza di riflessi che dimostrava, i tifosi del Torino lo soprannominarono presto "Gazzella". Un'altra sua grande qualità erano i calci piazzati, che eseguiva spesso in maniera impeccabile.

## Carriera
Esordì a 20 anni come titolare nella Triestina, dopo aver trascorso gli anni giovanili in squadre dilettanti. Giunse al Torino nel 1942 per la cifra di  450.000 lire. Nella compagine granata si integrò presto, vincendo lo scudetto nella prima stagione e, successivamente, conquistando i primi quattro titoli del dopoguerra. La sua prima gara con il Grande Torino fu la partita del 4 ottobre 1942 contro l'Ambrosiana Inter persa per 0-1.
Il 4 maggio 1949, morì insieme ai suoi compagni di squadra di ritorno da un'amichevole disputata allo Stadio Nazionale di Lisbona contro il Benfica, nella tragedia aerea del colle di Superga. Nel 1967 il comune di Trieste intitolò alla sua memoria lo stadio Comunale, che oggi si chiama Stadio Giuseppe Grezar.
Ha giocato 8 partite con la maglia della Nazionale italiana, realizzando anche una rete nella partita d'esordio contro la Nazionale croata.
Sua figlia Ardea (1941-2012) era stata sposata con Cristiano Menti, figlio di Romeo Menti.
Grezar è stato sepolto a Trieste, presso il cimitero locale di Sant'Anna.

## Statistiche

### Cronologia presenze e reti in nazionale
| Cronologia completa delle presenze e delle reti in nazionale ― Italia | Cronologia completa delle presenze e delle reti in nazionale ― Italia | Cronologia completa delle presenze e delle reti in nazionale ― Italia | Cronologia completa delle presenze e delle reti in nazionale ― Italia | Cronologia completa delle presenze e delle reti in nazionale ― Italia | Cronologia completa delle presenze e delle reti in nazionale ― Italia | Cronologia completa delle presenze e delle reti in nazionale ― Italia | Cronologia completa delle presenze e delle reti in nazionale ― Italia |
| Data                                                                  | Città                                                                 | In casa                                                               | Risultato                                                             | Ospiti                                                                | Competizione                                                          | Reti                                                                  | Note                                                                  |
| --------------------------------------------------------------------- | --------------------------------------------------------------------- | --------------------------------------------------------------------- | --------------------------------------------------------------------- | --------------------------------------------------------------------- | --------------------------------------------------------------------- | --------------------------------------------------------------------- | --------------------------------------------------------------------- |
| 5-4-1942                                                              | Genova                                                                | Italia                                                                | 4 – 0                                                                 | Croazia                                                               | Amichevole                                                            | 1                                                                     |                                                                       |
| 11-11-1945                                                            | Zurigo                                                                | Svizzera                                                              | 4 – 4                                                                 | Italia                                                                | Amichevole                                                            | -                                                                     |                                                                       |
| 1-12-1946                                                             | Milano                                                                | Italia                                                                | 3 – 2                                                                 | Austria                                                               | Amichevole                                                            | -                                                                     |                                                                       |
| 27-4-1947                                                             | Firenze                                                               | Italia                                                                | 5 – 2                                                                 | Svizzera                                                              | Amichevole                                                            | -                                                                     |                                                                       |
| 11-5-1947                                                             | Torino                                                                | Italia                                                                | 3 – 2                                                                 | Ungheria                                                              | Amichevole                                                            | -                                                                     |                                                                       |
| 14-12-1947                                                            | Bari                                                                  | Italia                                                                | 3 – 1                                                                 | Cecoslovacchia                                                        | Amichevole                                                            | -                                                                     |                                                                       |
| 4-4-1948                                                              | Parigi                                                                | Francia                                                               | 1 – 3                                                                 | Italia                                                                | Amichevole                                                            | -                                                                     |                                                                       |
| 16-5-1948                                                             | Torino                                                                | Italia                                                                | 0 – 4                                                                 | Inghilterra                                                           | Amichevole                                                            | -                                                                     |                                                                       |
| Totale                                                                |                                                                       | Presenze                                                              | 8                                                                     |                                                                       | Reti                                                                  | 1                                                                     |                                                                       |

## Palmarès
- Campionato italiano: 5

Torino: 1942-1943, 1945-1946, 1946-1947, 1947-1948, 1948-1949
- Coppa Italia: 1

Torino: 1942-1943